# Kabinett Paasio II
Das Kabinett Paasio II war das 55. Kabinett in der Geschichte Finnlands. Es wurde am 23. Februar 1972 vereidigt und amtierte bis zum 4. September 1972. Es handelte sich um eine Minderheitsregierung die ausschließlich von den Sozialdemokraten (SDP) gestellt wurde.

## Minister
| Ressort                                             | Name             | Partei | Amtszeitbeginn   | Amtszeitende      |
| --------------------------------------------------- | ---------------- | ------ | ---------------- | ----------------- |
| Ministerpräsident                                   | Rafael Paasio    | SDP    | 23. Februar 1972 | 4. September 1972 |
| Stellvertretender Ministerpräsident                 | Mauno Koivisto   | SDP    | 23. Februar 1972 | 4. September 1972 |
| Minister im Büro des Ministerpräsidenten            | Matti Louekoski  | SDP    | 23. Februar 1972 | 4. September 1972 |
| Äußeres                                             | Kalevi Sorsa     | SDP    | 23. Februar 1972 | 4. September 1972 |
| Minister im Außenministerium                        | Jussi Linnamo    | SDP    | 23. Februar 1972 | 4. September 1972 |
| Justiz                                              | Pekka Paavola    | SDP    | 23. Februar 1972 | 4. September 1972 |
| Inneres                                             | Martti Viitanen  | SDP    | 23. Februar 1972 | 4. September 1972 |
| Verteidigung                                        | Sulo Hostila     | SDP    | 23. Februar 1972 | 4. September 1972 |
| Finanzen                                            | Mauno Koivisto   | SDP    | 23. Februar 1972 | 4. September 1972 |
| Ministerinnen im Finanzministerium                  | Margit Eskman    | SDP    | 23. Februar 1972 | 31. Mai 1972      |
| Ministerinnen im Finanzministerium                  | Seija Karkinen   | SDP    | 31. Mai 1972     | 4. September 1972 |
| Bildung                                             | Ulf Sundqvist    | SDP    | 23. Februar 1972 | 4. September 1972 |
| Minister im Bildungsministerium                     | Pentti Holappa   | SDP    | 23. Februar 1972 | 4. September 1972 |
| Land- und Forstwirtschaft                           | Leo Happonen     | SDP    | 23. Februar 1972 | 4. September 1972 |
| Verkehr                                             | Valde Nevalainen | SDP    | 23. Februar 1972 | 4. September 1972 |
| Handel und Industrie                                | Jussi Linnamo    | SDP    | 23. Februar 1972 | 4. September 1972 |
| Minister im Ministerium für Handel und Industrie    | Seppo Lindblom   | SDP    | 23. Februar 1972 | 4. September 1972 |
| Soziales und Gesundheit                             | Osmo Kaipainen   | SDP    | 23. Februar 1972 | 4. September 1972 |
| Minister im Ministerium für Soziales und Gesundheit | Ahti Fredriksson | SDP    | 23. Februar 1972 | 4. September 1972 |
| Minister im Ministerium für Soziales und Gesundheit | Jussi Linnamo    | SDP    | 25. Februar 1972 | 4. September 1972 |
| Arbeit                                              | Veikko Helle     | SDP    | 23. Februar 1972 | 4. September 1972 |